# تصنيع المركبات التجارية الحافلات والمركبات
MCV هي إحدى كبريات الشركات المصنعة في العالم للحافلات والشاحنات، وهي إحدى شركات مجموعة صناعة وسائل النقل ش.م.م، ولديها مجموعة من المركبات التجارية والحافلات بين المدن والحافلات السياحية، والشاحنات التجارية. لها ما يقرب من 7000 موظف حول العالم، وتصدر سنويا 60٪ من إنتاجها إلى العديد من البلدان في أوروبا وأفريقيا والشرق الأوسط وأمريكا اللاتينية.

## النشأ
1994 تم إنشاء الشركة علي يد المهندس كريم غبور باعتباره وكيل لديملر AG للسيارات التجارية.
1995 إنشاء MCV في كوبا وبدء العمل على تجميع الشاحنات من كل من ألمانيا والبرازيل.
1996 MCV تؤسس مصنعها حافلاتها الخاصة.
2002 إنشاء MCV BUS UK في المملكة المتحدة.
القدرة الإنتاجية مابين 3000 حتي 6000 باص، وفحصها واختبارها وفقا لمعايير الإنتاج المعتمدة الدولية، وتغطي جميع أنحاء مصر.

## معرض الصور

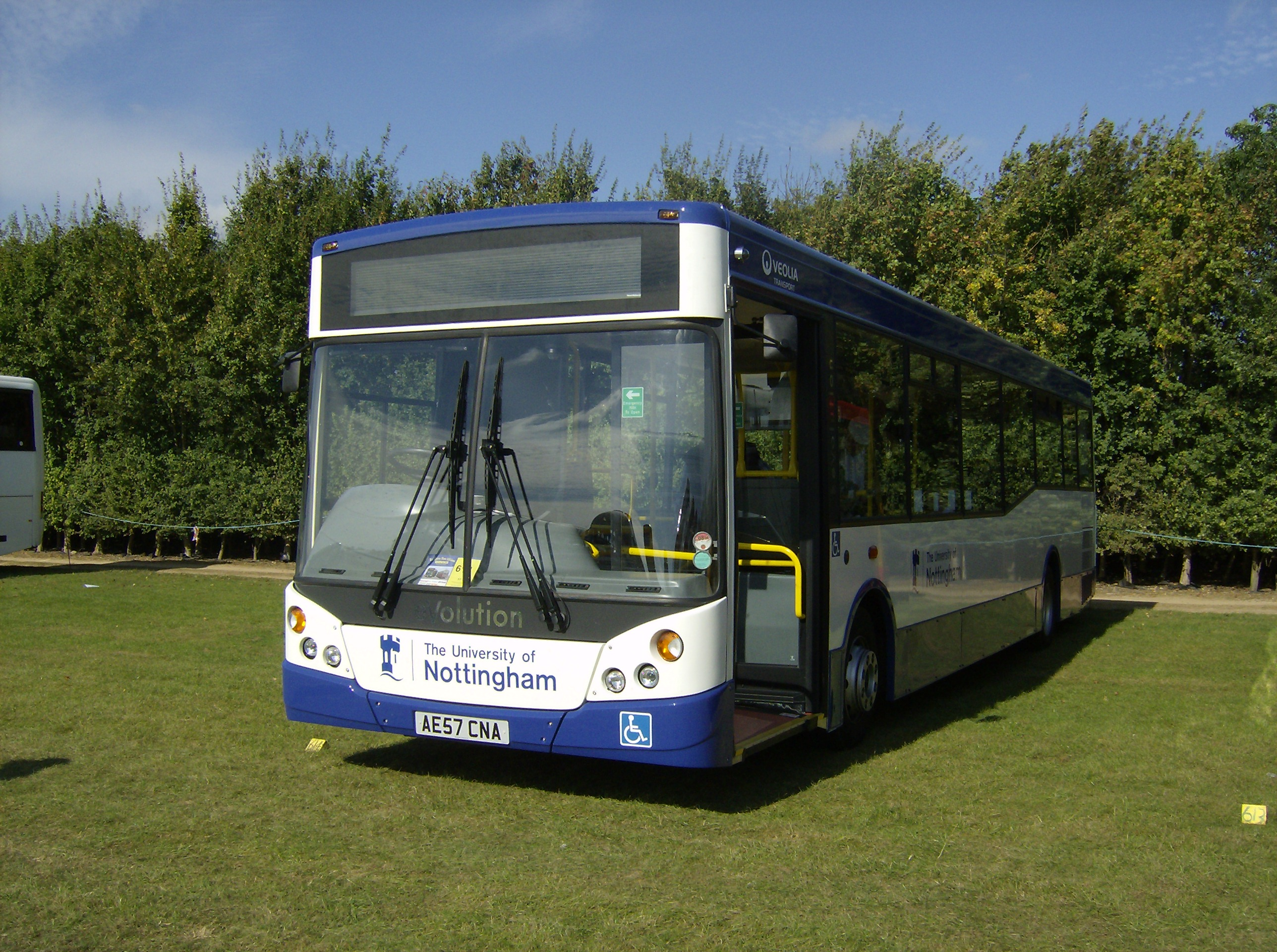
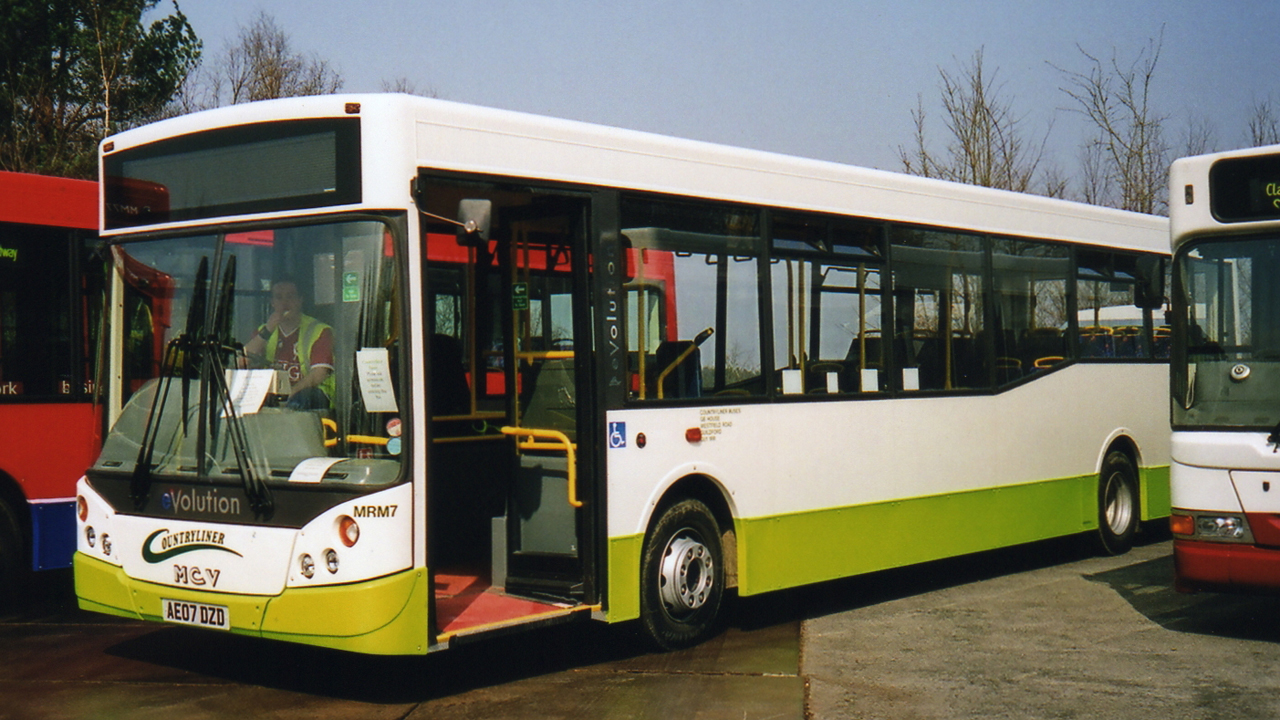
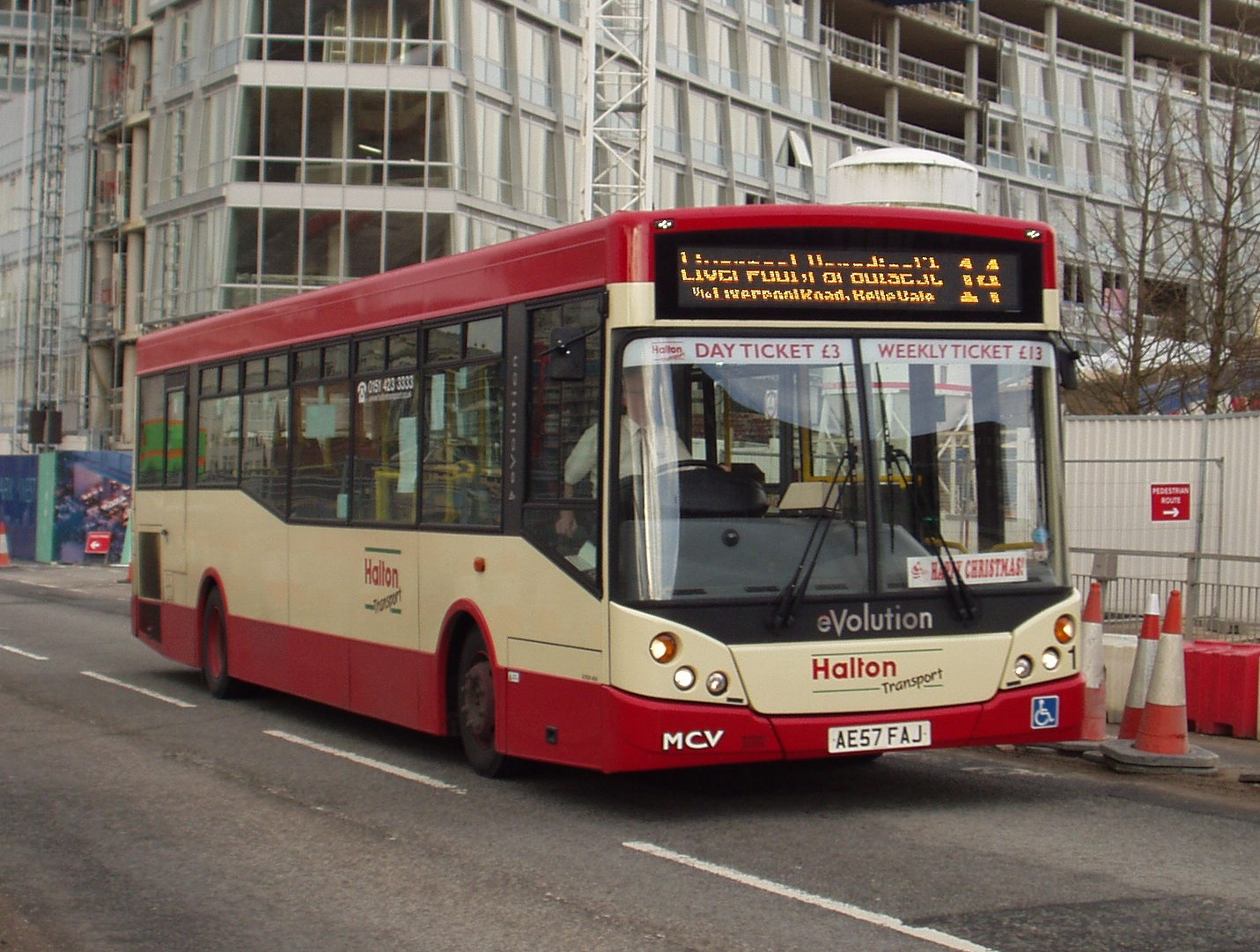